# Nordhessisch
Nordhessisch ist ein westmitteldeutscher Dialekt, der in Nordhessen gesprochen wird. Zentrum des Dialektgebietes ist Kassel, die lokale Variante heißt Kasselänerisch oder Kasselänisch.
Die Dialektgrenze zum Niederdeutschen verläuft westlich und nördlich entlang einer Linie Göttingen, Hofgeismar  und Waldeck. Bei Eschwege geht das Nordhessische ins Nordthüringische über. Die südliche Dialektgrenze zum Osthessischen und Oberhessischen bildet die Schwalm.

## Regionale Ausbreitung
Im nördlichen und östlichen Dialektgebiet an den Grenzen zu Niedersachsen und Thüringen weist das Nordhessische viele Gemeinsamkeiten mit dem Nordthüringischen und Eichsfeldischen auf. Es handelt sich daher um einen rheinfränkisch und thüringisch-obersächsischen Mischdialekt, der zudem niederdeutsche Einflüsse aus dem Westen aufweist. 

## Besonderheiten in Wortschatz und Aussprache (Auswahl)
Von den rheinfränkisch geprägten südhessischen Dialekten, die zum allgemein als „Hessisch“ wahrgenommenen Regiolekt des Rhein-Main-Gebietes zusammenflossen, unterscheidet sich das Nordhessische so erheblich, dass es dem unbedarften Hörer als völlig andersartige und großenteils unverständliche Sprache erscheinen mag. Eines der unmittelbar auffälligen Unterscheidungsmerkmale ist die konsequente Beibehaltung des End-N's im Infinitiv bzw. bei der Pluralbeugung von Verben (z. B.: Meh ginn im Nordhessischen, miä gehe im Südhessischen, wir gehen im Standarddeutschen).
Der Wortschatz enthält zahlreiche niederdeutsche Elemente, die sich so z. B. auch im Englischen oder den skandinavischen Sprachen wiederfinden (etwa: hä für standarddeutsch er; vgl. engl. he, dänisch han). Mit dem mittelhessischen Raum hat das Nordhessische eine gemeinsame Lautverschiebung von d oder t zu r – z. B. wirre für standarddeutsch wieder, hirre für heute, merre für mit (wobei allerdings genau diese auffällige Besonderheit im Kasselänerischen bereits seit Längerem verschwunden ist). Manche Vokabeln werden anders als im Standarddeutschen benutzt, und es gibt auch einige grammatikalische Besonderheiten. So wird im Nordhessischen statt des standarddeutschen Wortes sagen weitgehend die Vokabel sprechen verwendet, welche jedoch grammatikalisch wie das standarddeutsche sagen behandelt wird, z. B.: „Äch spreches emme“ – „ich sage es ihm“. Weibliche Personen, die man duzen würde, werden in der nordhessischen Sprachtradition dem sächlichen Genus zugeordnet (z. B. das bzw. ’s Elisabeth usw.).
Das Nordhessische weist eine ganze Reihe „spezifischer“ Vokabeln auf, die sich kaum oder gar nicht in einem anderen Sprachraum finden und daher für Außenstehende kaum oder gar nicht rekonstruierbar sind. Hierfür wurde eigens ein Wörterbuch entwickelt, das erstmals 1952 aufgelegt wurde.
Ein signifikanter Teil des Vokabulars ist französischen Ursprungs, z. B.: Schehse (frz. chaise) für Kutsche, Schesslong (frz. chaiselonge) für Sofa, Allerdchen (von frz. alert) für ein pfiffiges Mädchen. Dies hängt einerseits mit der Einwanderung zahlreicher hugenottischer Glaubensflüchtlinge im 16. Jahrhundert und andererseits mit der französischen Herrschaft in Kassel (Königreich Westphalen) während der napoleonischen Ära zusammen.
Hinsichtlich der Aussprache ist das Nordhessische von der binnendeutschen Konsonantenschwächung geprägt, die Aussprache von -er im Silbenauslaut weist gewisse Ähnlichkeiten mit der obersächsischen auf.

## Aktuelle Situation
Die nordhessischen Dialekte, die ursprünglich selbst von Dorf zu Dorf signifikante Unterschiede aufwiesen, verloren spätestens in der Zeit nach dem Zweiten Weltkrieg zunehmend an Einfluss, nicht zuletzt auch infolge der Aufnahme zahlreicher Heimatvertriebener und erst recht durch die Zuwanderung von Menschen mit nichtdeutscher Muttersprache; dies gilt für den städtischen Bereich (insbesondere die traditionelle Metropole Kassel) noch wesentlich mehr als für den ländlichen. Darüber hinaus galt das Sprechen des Dialekts vielfach als Hindernis für das gute Erlernen der hochdeutschen Sprache. In der Folge entwickelten sich – wie auch sonst in Hessen – Regiolekte, die zwar in Aussprache und Tonfall den ursprünglichen Dialekten noch angenähert sind, dem Hochdeutschen jedoch hinsichtlich des Vokabulars und der Syntax sehr viel näher stehen. Erst in jüngerer Zeit ist wieder eine gewisse Renaissance zu beobachten. Um die Pflege kümmert sich unter anderem seit 1996 die Gesellschaft für Nordhessische Mundarten.
Für die zahlreichen, teils aus dem Hochdeutschen nur schwer oder gar nicht rekonstruierbaren (mehr oder weniger) „spezifisch“ nordhessischen Ausdrücke gibt es ein eigenes (keine Vollständigkeit beanspruchendes) Online-Wörterbuch.

## Sprachbeispiel
Auszug aus dem Gedicht „Jönge im Höa, Mäajen im Höa“ von Roland Siebert:
Nordhessisch

Ech sasse mo im Höa

Onn doachde so bie mä:

Wos wunn die välen Liere

Öngen in d’r Schiere?

Sä goagden onn räffen:

„Wo erres jeblewwen,

Wo erres dann blos,

Doas Jewidderoos?“
Standarddeutsch

Ich saß einmal im Heu

Und dachte so bei mir:

Was wollen die vielen Leute

Unten in der Scheune?

Sie schrien und riefen:

„Wo ist sie geblieben, 

Wo ist es denn bloß,

Dieses Gewitteraas [regional für: raffinierte, gerissene Person]?“